# Крістін Муціо
Крістін Муціо (10 травня 1951 , Крей  — 29 листопада 2018 , Севр ) — французька фехтувальниця на рапірах, дворазова олімпійська чемпіонка 1980 року, срібна призерка Олімпійських ігор 1976 року.

## Виступи на Олімпіадах
| Олімпіада     | Дисципліна      | Місце |
| ------------- | --------------- | ----- |
| Монреаль 1976 | командна рапіра | 2     |
| Москва 1980   | командна рапіра | 1     |